# 모현중학교
모현중학교(慕賢中學校)는 대한민국 경기도 용인시 처인구 모현읍 일산리에 있는 공립 중학교이다.

## 학교 연혁
- 1974년 12월 27일 : 모현중학교 설립 인가
- 1975년 3월 5일 : 초대 이기영 교장 취임
- 1975년 3월 5일 : 개교, 신입생 입학식 (222명)
- 2004년 10월 27일 : 한빛관 신축 개관
- 2007년 3월 1일 : 방과후 학교 시범학교 지정(4년간 운영)
- 2014년 3월 1일 : SCEP(진로교육) 연구학교 지정(2년간 운영)
- 2018년 9월 1일 : 디지털 교과서 선도학교 운영(1년 6개월 운영)
- 2019년 3월 1일 : 연계형 혁신학교 지정(모현초·왕산초·모현중·용인삼계고)
- 2019년 11월 16일 : 혁신학교 성장나눔(2년차)
- 2019년 12월 18일 : 급식소 신축 개소
- 2022년 3월 1일 : 혁신학교 재지정
- 2022년 9월 1일 : 제20대 김영각 교장 취임
- 2024년 1월 5일 : 제47회 졸업식 160명(8,651명)
- 2024년 3월 4일 : 제50회 입학식 189명

## 참고 자료
- 모현중학교 - 한국교육학술정보원 학교알리미